# Mae-Wong-Staudamm
Der Mae-Wong-Staudamm (thailändisch เขื่อนแม่วงก์ RTGS: Khuean Mae Wong) ist ein seit 2012 geplantes Bauprojekt im Osten des Nationalparks Mae Wong, Amphoe Mae Wong, Provinz Nakhon Sawan, als auch in der Provinz Kamphaeng Phet. Nachdem im Jahr 2011 nach starken Regenfällen und schlechtem Hochwasserschutz ein Großteil des Flusses Sakae Krang besonders in der Stadt Uthai Thani zwischen September und November desselben Jahres über seine Ufer trat, fasste man 2012 den Entschluss, einen neuen Staudamm zu errichten.
Die Fertigstellung war für 2019 geplant, jedoch wurde der Baubeginn wegen starker Proteste immer wieder verschoben. Auftraggeber ist das The Royal Irrigation Department. Kostenträger ist das Königreich. Grund ist neben der Stromerzeugung auch die Wasserregulierung und die landwirtschaftliche Nutzung des Wasser im Umland für eine Fläche von 480 km².
Die Talsperre soll 258 Millionen m³ Wasser des gleichnamigen Flusses aufstauen. Eine Waldfläche von 17,6 km² würde dadurch verloren gehen bzw. 2,21 % des Nationalparks (durch Überflutung).

## Kritik
Durch den Staudamm wäre ein Teil des Lebensraums der letzten frei lebenden Tiger in Thailand bedroht.
Einige Tausend Gegner veranstalteten im September 2013 einen Protestmarsch von der Provinz Kamphaeng Phet nach Bangkok (388 Kilometer).